# إيغل نيست (نيومكسيكو)
إيغل نيست (بالإنجليزية: Eagle Nest, New Mexico) هي قرية تقع في الولايات المتحدة في مقاطعة كولفاكس، نيومكسيكو. يقدر عدد سكانها بـ 306 نسمة ومساحتها 13.4 كم2 و وترتفع عن سطح البحر 2,511 متر.

## التركيبة السكانية
حدّد مكتب تعداد الولايات المتحدة بيانات التركيبة السكانية لإيغل نيست في تعداد الولايات المتحدة. في ما يلي، التركيبة السكانية حسب تعدادي 2000 و2010.

### تعداد عام 2000
بلغ عدد سكان إيغل نيست 306 نسمة بحسب تعداد عام 2000، وبلغ عدد الأسر 141 أسرة وعدد العائلات 91 عائلة مقيمة في القرية. في حين سجلت الكثافة السكانية 22.6 نسمة لكل كيلومتر مربع (58.5/ميل2). وبلغ عدد الوحدات السكنية 333 وحدة بمتوسط كثافة قدره 24.6 لكل كيلومتر مربع (63.7/ميل2).
وتوزع التركيب العرقي للقرية بنسبة 84.97% من البيض و0.33% من الأمريكيين الأفارقة و3.27% من الأمريكيين الأصليين و6.21% من الأعراق الأخرى و5.23% من عرقين مختلطين أو أكثر و12.75% من الهسبانيون أو اللاتينيون من أي عرق.
بلغ عدد الأسر 141 أسرة كانت نسبة 29.8% منها لديها أطفال تحت سن الثامنة عشر تعيش معهم، وبلغت نسبة الأزواج القاطنين مع بعضهم البعض 50.4% من أصل المجموع الكلي للأسر، ونسبة 8.5% من الأسر كان لديها معيلات من الإناث دون وجود شريك،  بينما كانت نسبة 5.7% من الأسر لديها معيلون من الذكور دون وجود شريكة وكانت نسبة 35.5% من غير العائلات. تألفت نسبة 31.2% من أصل جميع الأسر من عدة أفراد يعيشون في نفس المنزل ونسبة 3.5% كانت تتألف من شخص يعيش بمفرده يبلغ من العمر 65 عاماً أو أكثر. وبلغ متوسط حجم الأسرة المعيشية 2.17، أما متوسط حجم العائلات فبلغ 2.65.
بلغ العمر الوسطي للسكان 44.0 عاماً. وكانت نسبة 22.5% من القاطنين تحت سن الثامنة عشر، وكانت نسبة 6.5% بين الثامنة عشر والرابعة والعشرين عاماً، ونسبة 23.2% كانت واقعةً في الفئة العمرية ما بين الخامسة والعشرين والرابعة والأربعين عاماً، ونسبة 41.2% كانت ما بين الخامسة والأربعين والرابعة والستين، ونسبة 6.5% كانت ضمن فئة الخامسة والستين عاماً فما فوق. يوجد لكل 100 أنثى 101.3 ذكر، ويوجد لكل 100 أنثى في الثامنة عشر من عمرها فما فوق 102.6 ذكر.
بلغ متوسط دخل الأسرة في القرية 36,477 دولارًا، أما متوسط دخل العائلة فبلغ 38,750 دولارًا. وكان متوسط دخل الذكور 22,292 دولارًا مقابل 18,333 دولارًا للإناث. وسجل دخل الفرد الخاص بالقرية 17,974 دولارًا. وكانت نسبة 18.4% من العائلات ونسبة 22.7% من السكان تحت خط الفقر، وكان من هؤلاء نسبة 37.5% تحت سن الثامنة عشر ونسبة 20.8% في الخامسة والستين من العمر وما فوق.

### تعداد عام 2010
بلغ عدد سكان إيغل نيست 290 نسمة بحسب تعداد عام 2010، وبلغ عدد الأسر 132 أسرة وعدد العائلات 73 عائلة مقيمة في القرية. في حين سجلت الكثافة السكانية 21.4 نسمة لكل كيلومتر مربع (55.4/ميل2). وبلغ عدد الوحدات السكنية 346 وحدة بمتوسط كثافة قدره 25.5 لكل كيلومتر مربع (66.0/ميل2).
وتوزع التركيب العرقي للقرية بنسبة 89.31% من البيض و0.69% من الأمريكيين الأصليين و1.03% من الأمريكيين ذوي الأصول الآسيوية و7.59% من الأعراق الأخرى و1.38% من عرقين مختلطين أو أكثر و20.69% من الهسبانيون أو اللاتينيون من أي عرق.
بلغ عدد الأسر 132 أسرة كانت نسبة 21.2% منها لديها أطفال تحت سن الثامنة عشر تعيش معهم، وبلغت نسبة الأزواج القاطنين مع بعضهم البعض 45.5% من أصل المجموع الكلي للأسر، ونسبة 6.8% من الأسر كان لديها معيلات من الإناث دون وجود شريك،  بينما كانت نسبة 3% من الأسر لديها معيلون من الذكور دون وجود شريكة وكانت نسبة 44.7% من غير العائلات. تألفت نسبة 40.2% من أصل جميع الأسر من عدة أفراد يعيشون في نفس المنزل ونسبة 6.1% كانت تتألف من شخص يعيش بمفرده يبلغ من العمر 65 عاماً أو أكثر. وبلغ متوسط حجم الأسرة المعيشية 2.20، أما متوسط حجم العائلات فبلغ 2.99.
بلغ العمر الوسطي للسكان 51.1 عاماً. وكانت نسبة 18.6% من القاطنين تحت سن الثامنة عشر، وكانت نسبة 7.9% بين الثامنة عشر والرابعة والعشرين عاماً، ونسبة 16.6% كانت واقعةً في الفئة العمرية ما بين الخامسة والعشرين والرابعة والأربعين عاماً، ونسبة 38.6% كانت ما بين الخامسة والأربعين والرابعة والستين، ونسبة 18.3% كانت ضمن فئة الخامسة والستين عاماً فما فوق. وتوزع التركيب الجنسي للسكان بنسبة 52.1% ذكور و47.9% إناث.